# Amfibolie
Amfibolie (van Oudgrieks ἀμφιβολία amphibolía, "dubbelzinnigheid") of syntactische ambiguïteit is een ambiguïteitsdrogreden waarbij in een argumentatie twee manieren waarop dezelfde zin te ontleden is met elkaar worden verward. Het begrip komt voor in Sofistische weerleggingen van Aristoteles (384–322). Amfibolie onderscheidt zich van equivocatie, dat gaat over het verwarren van meerdere betekenissen van een enkel(e) woord(groep) (lexicale ambiguïteit), en andere vormen van structurele ambiguïteit, zoals de compositie-drogreden, de divisie-drogreden, de accent-drogreden en quote mining.

## Voorbeeld
De premisse 'Wij eten vis met saus of slagroom' kan men lezen als
1. 'Wij eten vis met saus of wij eten slagroom', of
2. 'Wij eten vis met saus of wij eten vis met slagroom'.

Als de tweede premisse luidt 'Wij eten geen vis met saus', dan volgt de conclusie 'Dus we eten vis met slagroom!' alleen bij de tweede lezing.